# Marek Tomasz Pawłowski
Marek Tomasz Pawłowski (ur. 13 lutego 1963 w Gostyninie) – polski reżyser, scenarzysta, producent, pedagog.

## Życiorys
Absolwent Wydziału Reżyserii Państwowej Wyższej Szkoły Teatralnej w Warszawie.

## Filmografia
- 1997: Figurki pana Gracjana – reżyseria
- 2002: Zakazana miłość – historia Broni i Gerharda – reżyseria, scenariusz
- 2005: Wszystko o Einsteinie (All about Einstein) – reżyseria[2]
- 2006: Uciekinier – reżyseria, scenariusz
- 2009: Cyrk ze złamanym sercem -reżyseria, scenariusz[3]
- 2014: Jaster – reżyseria[4]
- 2015: Dotknięcie anioła – scenariusz, reżyseria

### Nagrody filmowe
- 2007: Nagroda Final Certificate za film Uciekinier Sichuan TV Festival Syczuan
- 2007: Nagroda Publiczności za film Uciekinier Krakowski Festiwal Filmowy
- 2008: Nagroda „Mały Pagórek” w kategorii: dokument i paradokument za film Uciekinier na Festiwal Filmowy „Kino Niezależne Filmowa Góra”
- 2008: Nagroda Główna „Filmowy Pagórek” za film Uciekinier na Festiwal Filmowy „Kino Niezależne Filmowa Góra”
- 2008: Nagroda Brązowy Medal za film Uciekinier The New York Festivals Nowy Jork
- 2008: nagroda Wyróżnienie za „oryginalny i ciekawie zrobiony dokument będący świadectwem dla świata, który to świat nie do końca zna prawdę o Auschwitz i nie zawsze chce ją poznać” za film Uciekinier 23 Międzynarodowy Katolicki Festiwal Filmów i Multimediów Niepokalanów
- 2008: Nagroda „Złoty Rycerz” za najlepszą reżyserię w konkursie „Pełnometrażowe filmy dokumentalne” za film Uciekinier Międzynarodowe Forum Filmowe-Moskwa
- 2008: III Nagroda w kategorii: Filmy dokumentalne za film Uciekinier Polonijny Festiwal Multimedialny „Polskie ojczyzny” Częstochowa
- 2010: Nagroda dla najlepszego krótkometrażowego filmu dokumentalnego za film Cyrk ze złamanym sercem na International Film Festival for Documentary & Short Films Ismailia
- 2010: Nagroda „Złoty Hugo” w kategorii „sztuka/społeczeństwo” za film Cyrk ze złamanym sercem 46 Międzynarodowy Festiwal Filmowy w Chicago
- 2010: Nagroda Telewizji Słowackiej za „doskonałe wyczucie języka filmowego w refleksji nad smutnym końcem świata cyrku” Międzynarodowy Festiwal Filmów Etnograficznych „EtnoFilm” Czadca
- 2015: Wyróżnienie za film Jaster na III Zamojskim Festiwalu Filmowym w Zamościu
- 2015: Wyróżnienie za film Jaster na VI Międzynarodowym Festiwalu Filmów Historycznych i Wojskowych w Warszawie
- 2015: Wyróżnienie za film Uciekinier na VI Międzynarodowym Festiwalu Filmów Historycznych i Wojskowych w Warszawie

## Rodzina
Mąż producentki filmowej Małgorzaty Walczak z którą ma córkę Marikę.